# 花岡伸和
花岡 伸和（はなおか のぶかず、1976年3月13日 - ）は、車いす陸上競技の国内トップアスリートである。大阪府富田林市出身。

## 来歴・人物
1992年、高校3年の時にバイク事故で脊髄（せきずい）を損傷し、車椅子生活となる。1994年に車いすマラソンに出会い、競技生活を開始。2001年にはパラリンピックをめざすために、本格的に競技に集中し、2002年にはトラック1500ｍの日本記録を樹立。2004年、アテネパラリンピックの車いすマラソンで日本人最高位となる6位入賞。兵庫県丹波篠山市で行われる全国車いすマラソンでは3回優勝している。
2005年からオーエックスエンジニアリングに所属。

## パラリンピック
- 2004年 アテネパラリンピック（マラソン男子T54） 6位入賞
- 2012年 ロンドンパラリンピック（マラソン男子T54） 5位入賞

## 主な戦績
- 1996年 日本車いすマラソン大阪大会 初マラソン1時間48分
- 2002年 全国車いすマラソン（篠山） 優勝
- 2003年 日本車いすマラソン大阪大会 優勝
- はまなす全国車いすマラソン 優勝
- スイスオエンジンゲン 優勝
- 全国車いすマラソン（篠山） 優勝
- 世界陸上パリ大会 1500m 7位
- 2004年 アテネパラリンピックマラソン 6位
- 2008年 全国車いすマラソン（篠山） 優勝
- はまなす全国車いすマラソン 優勝
- 2008年 日産カップ追浜チャンピオンシップ 優勝（ハーフ）
- 2010年 大分国際 6位（日本人3位）
- 2011年 大分国際 5位
- ソウル中央マラソン 2位

## 掲載記事
- スポーツエンジェルリポート
- ワッホーインタビュー